# Ulei vegetal

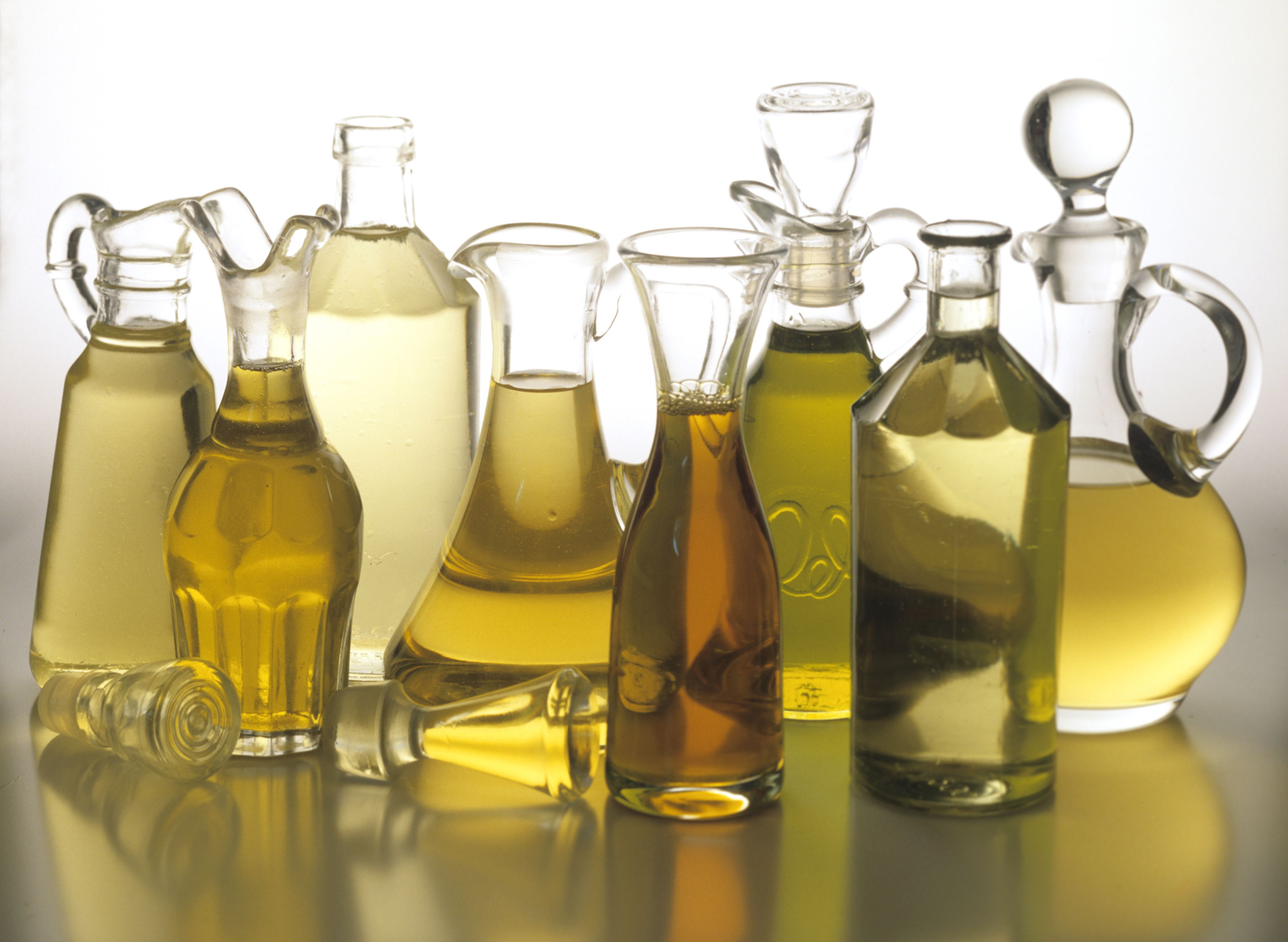
Ulei vegetal

Uleiul vegetal este un compus organic extras din semințele sau celelalte organe ale unei plante. Printre exemple se numără uleiul de măsline, uleiul de floarea-soarelui, uleiul de ricin, uleiul de cocos, ulei de palmier, etc.
Se folosesc pentru producerea de margarină.